# Sun Jun (Tres Regnes)
|  | Per altres persones anomenades igual, vegeu Sun Jun. |

En aquest nom xinès, el cognom és Sun.
Sun Jun (219–256), nom estilitzat Ziyuan (子遠), va ser un regent de Wu Oriental durant el període dels Tres Regnes de la història xinesa. Va servir sota l'emperador Sun Liang.
Sun Jun va ser un besnet de Sun Jing, l'oncle de l'emperador fundador de Wu Oriental, Sun Quan. Més tard durant el regnat de Sun Quan, va esdevenir un assistent personal de confiança de Sun Quan, i hom diu d'haver estat, conjuntament amb la filla de Sun Quan, Sun Dahu (孫大虎), involucrat en acusar falsament al príncep hereu Sun He, conduint a la remoció de Sun He com príncep hereu en el 250. A recomanació seva i de Sun Dahu, Sun Quan va crear al seu fill més jove, Sun Liang, com el seu successor. De nou per recomanació de Sun Jun, Sun Quan va nomenar Zhuge Ke regent de Sun Liang en el 251, i després de la seva mort en el 252, Sun Jun va esdevenir un ajudant clau de Zhuge.
En el 253, després que Zhuge va patir un gran derrota davant Cao Wei, i posteriorment, es va negar a admetre la culpa, tractant a més d'acabar amb tota dissensió, Sun Jun el va assassinar i va prendre el lloc de regent. Hi havia expectativa inicial sobre que ell podria estar disposat a compartir el poder amb altres funcionaris clau, però en lloc d'això va consolidar el poder en les seves pròpies mans. Jun no va ser conegut pels seus èxits durant la seva regència, i va ser sever en els seus càstigs. Com a resultat, hi va haver diverses maquinacions contra la seva vida durant la seva regència, incloent un complot en el 254 dirigida per Sun Ying (孫英), el Marquès de Wu, el fill del fill major de Sun Quan, Sun Deng, i un altre el 255, on Sun Dahu (amb la qual Sun Jun podria haver tingut un flirt) va penjar-li la llufa a sa germana Sun Xiaohu (孫小虎) d'ésser la líder de l'esmentada conspiració, i Sun Jun va ajusticiar a Sun Xiaohu.
En el 256, a instàncies de Wen Qin, un general de Cao Wei que s'havia rendit a Wu Oriental després que una revolta propi Qin i Guanqiu Jian havia fracassat, Sun Jun considerà llançar un gran atac contra Cao Wei, però quan estava a punt d'escometre-ho ell va emmalaltir. Ell va transferir els seus poders al seu cosí Sun Chen i després va morir. Sun Chen el va succeir.
En el 258, després que Sun Chen deposés a Sun Liang i al seu torn fos executat pel nou emperador Sun Xiu, el fèretre de Sun Jun va ser exhumat i reduït de mida, com un signe de desaprovació imperial.